# 希萊山
46°18′11″N 8°08′25″E / 46.303066°N 8.140399°E

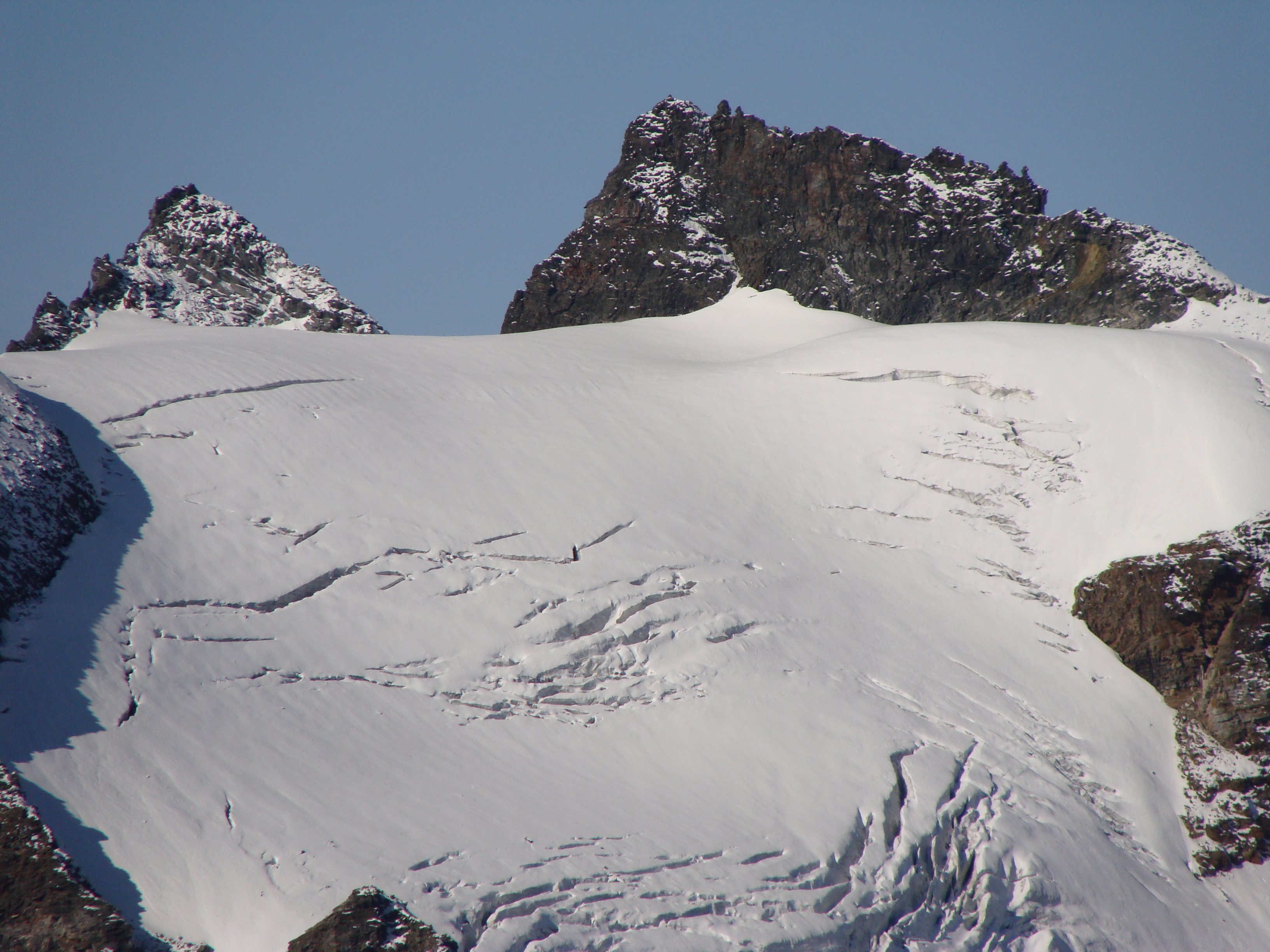

希萊山（Hillehorn），是瑞士的山峰，位於該國西南部，由瓦萊州負責管轄，屬於勒蓬廷山的一部分，距離博特爾山1.5公里，海拔高度3,181米，人類在1890年首次登頂。